# Tariku Jufar
 Tariku Jufar (18 juli 1984) is een Ethiopische atleet, die is gespecialiseerd in de marathon. Hij schreef verschillende marathons op zijn naam.

## Biografie
In 2003 nam hij deel aan het WK halve marathon in Vilamoura. Hij eindigde op een zeventiende plaats. In 2007 nam hij voor de tweede maal deel aan het WK halve marathon, die ditmaal in Udine werden gehouden, maar finishte hier op een teleurstellende 18e plaats.
In 2009 werd hij tweede bij de marathon van Los Angeles. Zijn eerste overwinning op de marathon boekte hij in 2011 bij de marathon van Beiroet. Het jaar erop won hij de marathon van Houston in een persoonlijk record van 2:06.51. Hij verpulverde met deze prestatie eveneens het parcoursrecord en won $ 45.000 aan prijzengeld. Later dat jaar won hij ook de marathon van Peking.

## Persoonlijke records
| Onderdeel      | Prestatie | Datum           | Plaats  |
| -------------- | --------- | --------------- | ------- |
| 10 km          | 28.24     | 14 oktober 2007 | Udine   |
| 15 km          | 43.27     | 14 oktober 2007 | Udine   |
| 20 km          | 58.27     | 14 oktober 2007 | Udine   |
| halve marathon | 1:01.28   | 14 oktober 2007 | Udine   |
| 25 km          | 1:13.19   | 13 oktober 2013 | Chicago |
| 30 km          | 1:28.15   | 13 oktober 2013 | Chicago |
| marathon       | 2:06.51   | 15 januari 2012 | Houston |

## Palmares

### 10 km
- 2003:  Jogging des Notaires in Parijs - 29.19

### halve marathon
- 2003:  halve marathon van Paderborn - 1:02.07
- 2003:  halve marathon van Addis Ababa - 1:02.02
- 2003: 17e WK in Vilamoura - 1:03.23
- 2003:  halve marathon van Reims - 1:02.24
- 2005:  halve marathon van Wenen - 1:05.52
- 2005:  halve marathon van Reims - 1:03.10
- 2006:  halve marathon van Nice - 1:02.36
- 2006: 5e halve marathon van New Delhi - 1:03.38
- 2007: 18e WK in Udine - 1:01.28

### marathon
- 2007:  marathon van Mumbai - 2:12.49
- 2007: 12e marathon van Parijs – 2:13.51
- 2007:  marathon van Istanboel – 2:11.05
- 2008:  marathon van Mumbai - 2:12.28,0
- 2008:  marathon van Hamburg – 2:08.10
- 2008: 13e marathon van Toronto - 2:18.46,1
- 2008: 10e marathon van Singapore - 2:19.23
- 2009:  marathon van Los Angeles – 2:09.32
- 2010: 7e marathon van Los Angeles – 2:11.49
- 2010: 5e marathon van Florence – 2:18.06
- 2011:  marathon van Istanboel - 2:11.31
- 2011:  marathon van Beiroet - 2:11.14
- 2011: 4e marathon van Mumbai – 2:10.08
- 2012:  marathon van Houston - 2:06.51
- 2012: 10e marathon van Parijs - 2:09.19
- 2012:  marathon van Peking – 2:09.39
- 2013:  marathon van Otsu - 2:08.37
- 2013:  marathon van Ottawa - 2:08.04,8
- 2014:  marathon van Tiberias - 2:10.33
- 2014: 6e marathon van Seoel - 2:07.02
- 2014: 4e marathon van Lanzhou - 2:17.22
- 2014:  Toronto Waterfront Marathon - 2:08.36
- 2015: 8e marathon van Algiers - 2:17.32